# Sự biến Phụng Thiên
Sự biến Phụng Thiên (chữ Hán: 奉天之難), hay còn gọi Kính Nguyên binh biến (泾原兵变), là vụ chính biến quân sự xảy ra thời Đường Đức Tông Lý Quát trong lịch sử Trung Quốc do một số phiến trấn và tướng lĩnh gây ra, khiến Hoàng đế nhà Đường phải bỏ kinh thành chạy về Phụng Thiên.
Sự biến kéo dài trong 6 năm, tuy cuối cùng không lật đổ được nhà Đường nhưng khiến triều đại này ngày càng suy yếu hơn sau loạn An Sử.

## Hoàn cảnh, nguyên nhân
Loạn An Sử do An Lộc Sơn phát động năm 755 chống lại nhà Đường sắp bị dẹp. Năm 763, khi vua cuối cùng của chính quyền Đại Yên là Sử Triều Nghĩa thất thế và tự tử, các bộ tướng cùng nhau đầu hàng. Trong hoàn cảnh đó, tướng Bộc Cố Hoài Ân nhà Đường sợ nếu dẹp hết các thế lực từng theo Yên trước đây xong thì triều đình không còn trọng dụng mình nữa, nên đã đề nghị nhà Đường cho giữ lại những bộ tướng cũ của họ An và họ Sử như Tiết Tung, Trương Trung Chí, Điền Thừa Tự... để họ cai quản mấy trấn vùng Hà Bắc. Đường Đại Tông vì muốn nhanh chóng khôi phục nền thái bình nên chấp nhận kiến nghị đó. Vì vậy tại vùng Hà Sóc về căn bản vẫn do các tướng cũ của Đại Yên chiếm cứ.
Trong khi đó, các Tiết độ sứ của triều đình có công dẹp loạn mới được bổ nhiệm cai trị ở trung nguyên cũng được nhà Đường quá nhân nhượng, với ý định làm đối trọng giữ cân bằng với thế lực của các Tiết độ sứ ở biên trấn, nên dần dần thế lực các Tiết độ sứ này cũng ngày càng lớn, triều đình không thể khống chế được nữa.

## Hà Bắc dậy sóng
Thời Đường Huyền Tông đã đặt 9 Tiết độ sứ và 1 Kinh lược sứ, quyền lực tập trung ở phía bắc rất rõ nét. Một Tiết độ sứ có thể được kiêm nhiệm ở hai, ba trấn. Sau loạn An Sử, để đề phòng bạo loạn, nhà Đường đặt các trấn sâu vào nội địa. Theo sự thỉnh cầu của Bộc Cố Hoài Ân, Đường Đức Tông cho các tướng cũ của họ Sử là Điền Thừa Tự làm Tiết độ sứ Ngụy Bác, Lý Hoài Tiên làm Tiết độ sứ Lư Long, Lý Bảo Thần là Tiết độ sứ Thành Đức, Tiết Bão làm Tiết độ sứ Chiêu Nghĩa. Một số tướng không xuất thân từ lực lượng An, Sử cũng được phong tiết độ sứ để tạo sự kềm kẹp giữa các trấn, như Hầu Hi Dật ở Tri Thanh, Lý Trung Thần ở Hoài Tây... Tuy nhiên các tướng này cũng dần liên kết với các tướng cũ của An, Sử; kế hoạch tạo cân bằng của trung ương hầu như không phát huy tác dụng.
Năm 773, sau khi Tiết Tung qua đời, Điền Thừa Tự đánh chiếm các châu Tương, Vệ của Chiêu Nghĩa, công khai chống đối triều đình một thời gian, cuối cùng gây sức ép buộc Đại Tông phải xá tội và công nhận quyền quản lý của mình tại Tương, Vệ. Tại Lư Long, liên tiếp hai tiết độ sứ Lý Hoài Tiên và Chu Hi Thải bị giết, Chu Thử trở thành người đứng đầu tại U châu, nhưng sau được triệu đến triều đình, vì thế em là Chu Thao nắm thực quyền tại Lư Long.
Ngụy Bác, Thành Đức, Lư Long gọi là Hà Bắc tam trấn. Từ cuối đời Đường Đại Tông, nhiều phiên trấn đã bỏ việc nộp thuế và kê khai dân số lên triều đình trung ương. Điền Thừa Tự cùng Lý Bảo Thần và tiết độ sứ Tri Thanh Lý Chính Kỷ bàn nhau thực hiện chế độ cha truyền con nối, không để quan lại nhà Đường đến trấn nhậm thay thế. Để thắt chặt quan hệ, ba nhà sắp đặt việc hôn nhân, định ước cứu giúp nhau mỗi khi gặp khó khăn.
Năm 779, Điền Thừa Tự mất. Thừa Tự có 11 người con trai, nhưng yêu thương cháu gọi mình bằng chú, tức Điền Duyệt. Vì vậy Thừa Tự nhường chức cho Điền Duyệt, lệnh chư tử phải phò tá. Lý Bảo Thần đề nghị nhà Đường công nhận. Đường Đại Tông chấp nhận thỉnh cầu.
Đến năm 780, Đường Đức Tông lên kế vị Đại Tông, có chủ trương dẹp phiên trấn. Lý Chánh Kỉ thấy tính khí của Đức Tông nên nhiều lần dâng lễ vật vào các dịp sinh nhật để lấy lòng; nhưng Đức Tông đem số lễ vật sung vào ngân khố, bảo rằng coi đó như tiền thuế của người Tề nộp lên. Chánh Kỉ biết ý trách móc của Đức Tông, nên càng lo sợ hơn.
Năm 781, Lý Bảo Thần lâm bệnh, muốn nhường ngôi cho con là Lý Duy Nhạc. Thấy Duy Nhạc tuổi trẻ yếu đuối, Bảo Thần cho giết hơn 20 tướng lĩnh ở Thành Đức, bảo đảm ngôi vị cho con. Duy chỉ có thứ sử Dịch châu Trương Hiếu Thành và thông gia với Bảo Thần là Vương Vũ Tuấn thoát chết. Khi Bảo Thần trúng độc mà chết, Duy Nhạc giấu việc không phát tang, tự lập lên kế vị ở trấn Thành Đức, cũng xin nhà Đường thừa nhận, nhưng Đức Tông từ chối. Vì vậy Lý Duy Nhạc liên kết Điền Duyệt ở Ngụy Bác, 2 trấn lại liên minh với Lương Sùng Nghĩa ở Đông Đạo Sơn Nam cùng Lý Chánh Kỉ ở Tri Thanh chống lại triều đình để bảo vệ chế độ cha truyền con nối ở các trấn. Giữa năm đó, Lý Chánh Kỉ bệnh mất, con là Lý Nạp lên thay cũng không được triều đình công nhận. Các trấn do vậy hợp sức kháng lại triều đình, sử xưng loạn tứ trấn.

## Quân triều đình thắng thế

### Sơn Nam Đông Đạo
Trong số bốn trấn làm loạn thì Sơn Nam Đông Đạo có thế lực yếu nhất, lại nằm giữa các trấn còn trung thành với triều đình. Vua Đức Tông cử Tiết độ sứ Hoài Tây Lý Hi Liệt mang quân đánh Lương Sùng Nghĩa. Lương Sùng Nghĩa cử quân tấn công Giang Lăng, mở đường tiến xuống phía nam, nhưng bị Lý Hi Liệt đánh bại một trận lớn ở Tứ Vọng (Tương Phàn hiện nay), phải lui về Tương châu, tập hợp quân lính ở hai châu Tương, Đặng cùng chống lại sự tấn công của triều đình. Lý Hi Liệt tiến quân về phía tây bắc, đến được Tương châu. Lương Sùng Nghĩa cho quân đánh úp trại của Lý Hi Liệt tại Lâm Hán (gần Tương châu), giết được vài trăm sĩ tốt. Lý Hi Liệt cử quân cứu viện. Các tướng Sơn Nam là Địch Huy và Đỗ Thiếu Thành bị tấn công và đánh bại quân Sơn Nam tại Man Thủy và Sơ Khẩu (thuộc Tương châu), sau đó đầu hàng Lý Hi Liệt. Ông chia quân cho họ, giao nhiệm vụ tiến công vào Tương Dương (trị sở của Tương châu). Lương Sùng Nghĩa ra trận đốc thúc quân sĩ chiến đấu, nhưng chẳng ai nghe lệnh, quân sĩ phá cửa thành bỏ chạy. Sùng Nghĩa tuyệt vọng liền cùng thê thiếp và các con nhảy xuống giếng, tự tử. Lương Sùng Nghĩa bị diệt, nhưng kể từ đó Lý Hi Liệt lại tỏ ra kiêu ngạo vì lập công, nảy ý phản triều đình.

### Thành Đức
Đối với các trấn ở Hà Bắc, vua Đức Tông sai quyền Tiết độ sứ Lư Long Chu Thao đem quân tấn công Thành Đức. Thao dẫn quân của mình tiến đánh Dịch châu, cử sứ giả Thái Hùng đến thuyết phục Thứ sử Dịch châu Trương Hiếu Thành đầu hàng triều đình, vì Ngụy, Triệu không bao lâu sẽ bị dẹp yên. Trương Hiếu Trung chấp nhận hàng phục.
Quân Lư Long đánh bại quân Thành Đức nhiều trận, đến mùa xuân năm 782 thì hạ được Thúc Lộc (thuộc Thạch Gia Trang) rồi đánh sang Thâm châu, Lý Duy Nhạc vô cùng sợ hãi. Chưởng thư ký Thiệu Chân thuyết phục Duy Nhạc giết các tướng khuyên mình làm phản rồi quay về với triều đình. Tướng Mạnh Hựu do Ngụy Bác cử sang hỗ trợ Thành Đức, biết chuyện, mật báo với Điền Duyệt. Duyệt giận lắm, sai nha quan trách móc Duy Nhạc.
Lý Duy Nhạc theo lời phán quan Tất Hoa, cho chém Thiệu Chân, gửi đầu đến cho Điền Duyệt, rồi cử 1 vạn quân hợp với Mạnh Hựu bao vây Thúc Lộc. Quân của Chu Thao và Trương Hiếu Trung liên thủ đánh bại quân Thành Đức ở thành Thúc Lộc. Lý Duy Nhạc đại bại, đốt trại bỏ trốn. Trận thua này là do bộ tướng Vương Vũ Tuấn dưới quyền Lý Duy Nhạc do lo sợ rằng nếu mình thắng trận thì khi trở về sẽ bị Lý Duy Nhạc hại chết, nên cố ý đánh thua. Về phần Thao muốn nhân đà thắng lợi, tiến thẳng vào Hằng châu, trị sở của Thành Đức, nhưng Trương Hiếu Trung cho rằng nếu mình tấn công gấp thì Lý Duy Nhạc, Vương Vũ Tuấn sẽ liên thủ với nhau, chi bằng tạm lui để nội bộ sinh bất hòa, Vương Vũ Tuấn sẽ sớm giết Lý Duy Nhạc.
Sau trận thua ở Thúc Lộc, Lý Duy Nhạc rất nghi ngờ Vương Vũ Tuấn, nhất là khi bộ tướng Khang Nhật Tri đem Triệu châu đầu hàng triều đình. Bộ hạ dưới trướng cố sức khuyên can. Duy Nhạc bèn sai Vệ Thường Ninh giúp Vương Vũ Tuấn tấn công nhằm chiếm lại Triệu châu, còn cho con Vũ Tuấn là Vương Sĩ Chân lĩnh binh bảo vệ phủ của mình. Khi Vũ Tuấn rời khỏi Hằng châu đã bàn với Thường Ninh giết Lý Duy Nhạc mà đầu hàng triều đình, vì vua Đức Tông đã có chiếu thưởng hậu cho người nào giết được Lý Duy Nhạc. Khi đó Khang Nhật Tri cũng gửi thư đề nghị Vũ Tuấn đầu hàng, Vũ Tuấn nghe theo.
Lúc Lý Duy Nhạc sai sứ Tạ Tung đến Triệu châu, Vũ Tuấn nhờ Tung báo việc với Vương Sĩ Chân; sau đó Vũ Tuấn đưa quân trở lại Hằng châu. Tạ Tung và Vương Sĩ Chân giả lệnh Duy Nhạc, mở cửa thành cho Vũ Tuấn tiến vào. Vũ Tuấn dẫn theo 100 quân kị tiến vào phủ môn, Sĩ Chân làm nội ứng bên trong, giết hơn 10 người và tóm được Lý Duy Nhạc cùng các tướng Trịnh Sân, Tất Hoa, Vương Tha Nô, Trịnh Hoa (cha vợ Duy Nhạc). Vũ Tuấn giết bọn tướng đó đi, muốn giải Lý Duy Nhạc về Trường An nộp cho triều đình. Vệ Thường Ninh cho rằng nếu để Duy Nhạc về triều thì Duy Nhạc sẽ đổ tội cho Vũ Tuấn. Vì vậy Vũ Tuấn cho siết cổ giết chết Duy Nhạc và nộp đầu về kinh sư. Họ Lý chấm dứt vai trò của mình trong trấn Thành Đức sau hơn 20 năm.

### Ngụy Bác
Lúc này ở Ngụy châu, Điền Duyệt phái Mạnh Hựu dẫn 5000 quân giúp đỡ Duy Nhạc phòng thủ ở phía bắc còn bản thân mình đem quân tấn công vào trấn Chiêu Nghĩa, lúc này nằm trong sự quản lý của Lý Bão Chân, tấn công hai châu Hình, Từ. Quân Ngụy Bác vây hãm Lâm Minh và tướng dưới quyền Khang Âm bao vây Hình châu, tướng Dương Triều Quang được giao nhiệm vụ ngăn chặn sự chi viện từ trị sở Chiêu Nghĩa ở Lộ châu. Mùa thu năm đó, Điền Duyệt vẫn chưa hạ được thành. Các tướng triều đình là Tiết độ sứ Hà Đông Mã Toại, Tiết độ sứ Chiêu Nghĩa Lý Bảo Chân và tướng chỉ huy quân Thần Sách Lý Thịnh đem quân giải vây cho ha châu, giết Dương Triều Quang và đánh bại quân Điền Duyệt một trận lớn. Hơn 10.000 quân Ngụy bị giết, Điền Duyệt tháo chạy về Ngụy châu, gửi sứ đến Thành Đức, Tri Thanh yêu cầu cứu viện. Mùa xuân năm 782, liên quân Ngụy - Tề gồm 30.000 người giao chiến với quân triều đình do Lý Thịnh, Lý Bão Chân và Tiết độ sứ Hà Dương Lý Giao chỉ huy ở Hoàn Thủy và bị đánh cho tan tác; 20.000 quân bị giết.
Sang năm 782, tướng nhà Đường là Mã Toại giữ chức Tiết độ sứ Hà Đông cùng Lý Bão Chân giữ chức Tiết độ sứ Chiêu Nghĩa và Thần sách tướng Lý Thịnh đánh bại được Điền Duyệt, khiến Điền Duyệt phải bỏ chạy về Ngụy châu cố thủ. Lúc này Ngụy châu gần như hoang tàn, chỉ còn vài nghìn binh sĩ, trong thành nhà nhà tổ chức tang lễ cho người chết, đâu đâu cũng tràn nước mắt. Điền Duyệt tìm cách khơi dậy lòng của binh sĩ bằng việc giả cách muốn tự tử. Tướng sĩ dưới quyền đều rất cảm động, không nỡ làm phản và tình nguyện trung thành với ông. Duyệt cảm ơn của bọn họ và kết làm anh em, thề cùng sinh tử. Sau đó ông cho lấy vàng, bạc trong kho phân phát cho tướng sĩ, nên lòng quân được củng cố. Lại tạ lỗi với Hình Tào Tuấn, mời về tham gia việc phòng thủ. Trong lúc đó, tướng ở Bân châu và Minh châu về hàng triều đình. Tuy nhiên khi quân triều đình kéo tới Ngụy châu, Điền Duyệt phòng thủ rất vững chắc khiến quan quân không thể công phá được. Sau đó Lý Bão Chân và Mã Toại bất hòa nên cuối cùng đều rút quân khỏi Ngụy châu. Vào thời điểm mà các trấn sắp bị dẹp tan, người người cho rằng loạn lạc sắp dẹp yên, quốc gia sẽ thống nhất.

### Tri Thanh
Ở mặt trận Tri Thanh, một số tướng dưới quyền Lý Nạp gồm Lý Vị ở Từ châu, cùng các tướng ở Hải châu và Nghi châu đều đem châu quận hàng triều đình. Lý Nạp hợp quân với Điền Duyệt tấn công Từ châu nhưng bị Tiết độ sứ Tuyên Vũ Lưu Hiệp đánh bại. Tướng nắm giữ quân Thần Sách là Lý Thịnh, cùng Lý Trừng ở Vĩnh Bình, Đường Triều Thần ở Sóc Phương[17] cùng đem quân phản công Lý Nạp, Nạp phải lui quân khỏi Từ châu, chạy về Bộc châu. Hai châu Hải, Mật cũng bị quân triều đình chiếm lấy. Mùa xuân năm 782, Lưu Hiệp phá thành ngoài Bộc Dương. Thành trung lương tận, quân sĩ tử thương nhiều, Lý Nạp hoảng sợ phải lên thành khóc lóc xin được hàng phục. Ông cử phán quan Phòng Thuyết hộ tống em trai mình là Lý Kinh và con trai Lý Thành Vụ thay mặt mình vào triều tạ tội. Tuy nhiên hoạn quan Tống Phụng Triều cho rằng Lý Nạp không còn chống cự được bao lâu, khuyên Đức Tông đừng nên nhận hàng. Do đó Đức Tông sai bắt giam Phòng Thuyết, Lý Thành Vụ và Lý Kinh, tiếp tục đánh Bộc châu. Lý Nạp bỏ khỏi Bộc châu, chạy đến Vận châu và tiếp tục liên kết với Điền Duyệt phản kháng nhà Đường. Triều đình lúc đó bổ nhiệm Lý Hi Liệt làm Tiết độ sứ mới ở Tri Thanh, nhưng do Lý Hi Liệt đã thông mưu từ trước với Lý Nạp nên không có hành động quân sự nào chống lại ông. Chu Thao nhân việc Sơn Đông đại loạn mà chiếm được hai châu Đức, Lệ từ Tri Thanh.

## Chiến tranh lan rộng

### Sự bất mãn của hai tướng
Sau khi Lý Duy Nhạc bị giết, Triều đình trung ương quyết định phân Thành Đức làm ba phần: lấy Trương Hiếu Trung quản lý ba châu Dịch, Định, Thương với chức Tiết độ sứ Nghĩa Vũ; Vương Vũ Tuấn là Hằng, Ký đô Đoàn luyện Quan sát sứ, Khang Nhật Tri là Thâm, Triệu đô Đoàn luyện Quan sát sứ; tăng đất của Lư Long thêm hai châu Đức, Lệ. Điều này khiến Vũ Tuấn không hài lòng.
Thứ sử Thâm châu Dương Quốc Vinh trước đã đầu hàng Chu Thao, nên Thao xin cai quản cả Thâm châu, Đức Tông không theo và buộc ông về trấn. Thao oán giận và vẫn đóng quân ở Thâm châu. Điền Duyệt đang ở Ngụy châu, nghe tin này, bèn tìm cách thuyết phục Thao và Vương Vũ Tuấn liên kết cùng mình chống Đường, hứa nhường Bối châu cho Thao. Do vậy Chu, Vương liên thủ với Điền Duyệt chống lại triều đình. Thao còn sai nha quan Thái Hùng thuyết phục Trương Hiếu Trung liên minh cùng mình nhưng ông ta từ chối.
Đường Đức Tông sai sứ giả đến điều động quân Lư Long, Địch Dịch và Hằng Ký cùng tấn công Điền Duyệt. Vương Vũ Tuấn không phụng chiếu, sai mang sứ giả đến chỗ Chu Thao. Thao nói với tướng sĩ dưới quyền:
Tướng sĩ có công to, ta tấu xin phong chức quan nhưng không được. Nay ta muốn cùng chư quân giả là đánh Ngụy châu, nhưng thực sự là đánh Mã Toại lấy Ôn Bão.
Hỏi đến lần thứ ba, tướng sĩ nhiều người tỏ ý không phục. Thao giết hơn 10 đại tướng và hoãn lại kế hoạch. Khang Nhật Tri đem việc ấy nói với tướng triều đình Mã Toại, Toại báo về kinh. Hoàng thượng cho rằng Ngụy châu chưa hạ được mà Vương Vũ Tuấn lại làm phản, nên tìm cách xoa dịu Chu Thao, do vậy xuống chiếu phong ông làm Thông Nghĩa Quận vương và cách chức một số người bất hòa với ông. Nhưng Chu Thao vẫn quyết tâm làm phản, đưa quân sang Triệu châu bức ép Khang Nhật Tri. Vương Vũ Tuấn cũng cử con là Vương Sĩ Chân làm lưu hậu ba châu Hằng, Ký, Thâm, bản thân mình tấn công Triệu châu.

### Triệu, Yên cứu Ngụy
Chu Thao mật bàn mưu với anh là Chu Thử đang trấn thủ Phượng Tường cùng khởi binh, bèn viết thư bọc sáp sai người mang đến Phượng Tường cho anh. Thư của Chu Thao đi giữa đường thì bị quân của Tiết độ sứ Hà Đông là Mã Toại biết được. Mã Toại bèn tâu báo với Đường Đức Tông. Đức Tông liền triệu tập Chu Thử về Trường An và bắt giam vào ngục, rồi sai Mã Toại và Tiết độ sứ Sóc Phương là Lý Hoài Quang mang quân đánh Chu Thao cùng các trấn Tri Thanh, Ngụy Bác.
Tháng 4 năm đó, viện quân từ Triệu, Yên bắt đầu tập hợp huyện Ninh Trấn, tổng cộng 40.000 bộ kị. Ngày 14 tháng 5 ÂL, khởi quân nam hạ. Ngày 28 tháng 6 ÂL, quân cứu viện đến Ngụy châu. Triều đình biết chuyện bèn cử thêm Tiết độ sứ Sóc Phương là Lý Hoài Quang đem quân tấn công nhằm hạ thành Ngụy châu. Khi Lý Hoài Quang đem quân tới, Mã Toại đề nghị ông ta nên dưỡng quân một thời gian rồi hãy tấn công, nhưng Hoài Quang không nghe, quyết định xuất quân ngay lập tức. Quân các trấn tới Ngụy châu, Điền Duyệt đem trâu, ngựa ra nghênh đón. Thao đóng quân ở Khiếp Sơn, cùng hôm đó quân triều đình do Lý Hoài Quang và Mã Toại chỉ huy cũng đến. Hoài Quang đem quân tập kích Chu Thao ở phía tây Khiếp Sơn. Sĩ tốt tranh nhau xông vào doanh của Thao, nhưng Vương Vũ Tuấn đã đem 2000 quân kị tới cứu. Thao dẫn quân theo sau cùng đánh trả, quan quân đại bại. Chu Thao lại đem quân đánh Mã Toại. Toại sợ hãi, khiển sứ đến từ tạ, hứa sẽ tâu với thiên tử cho Chu Thao thống lĩnh toàn bộ Hà Bắc. Vương Vũ Tuấn cực lực khuyên can là không nên, nhưng Chu Thao do việc này mà tỏ ra lơ là, thiếu cảnh giác. Tháng 7 ÂL năm 782, Mã Toại nhân Chu Thao mất cảnh giác, cùng chư quân lui về Ngụy huyện, tiếp tục kháng cự Thao. Chu Thao bèn tạ lỗi với Vương Vũ Tuấn. Vương Vũ Tuấn tuy ngoài miệng bằng lòng nhưng vẫn mang lòng oán hận Thao.

### Bốn trấn xưng vương
Lúc đó cả bốn người khởi binh bàn nhau cùng xưng hiệu. Điền Duyệt cảm cái ơn cứu trợ của Chu Thao, muốn tôn làm minh chủ. Phán quan Lý Tử Mưu bên Thao cùng với Trịnh Nho bên Triệu đều thuyết phục rằng
Thời Chiến Quốc, sáu nước thực hiện thệ ước kháng Tần, nay cũng xin theo lệ cũ của Chu mạt thất hùng, lập quốc hiệu, xưng chư hầu, sử dụng quốc gia chánh sóc, tuy nhiên chỉ chưa cải niên hiệu.
U châu phán quân Lý Tử Thiên, Hằng Ký quán quan Trịnh Nhu đều đề nghị Chu Thao, Điền Duyệt, Vương Vũ Tuấn và Lý Nạp ở Tri châu, bốn trấn cùng xưng vương hiệu, chưa cải niên hiệu, tôn Chu Thao làm minh chủ. Thao chấp nhận. Ngày 9 tháng 12 năm 782, Chu Thao xưng là Kỳ vương, Vương Vũ Tuấn xưng là Triệu vương, Điền Duyệt xưng là Ngụy vương, Lý Nạp xưng là Tề vương, lập vợ làm vương phi, con trai trưởng là thế tử, nhưng vẫn dùng niên hiệu nhà Đường. Các trấn cùng nhau nhất trí tôn Chu Thao làm minh chủ. Nơi ở xưng là điện, mệnh lệnh gọi là lệnh, quần thần dâng thư gọi là tiên, vợ phong làm vương phi, con trai trưởng là thế tử. Các châu đặt trị sở gọi là phủ, bố trí lưu thủ kiêm nguyên soái, giao quyền quân chính, còn bố trí Đông, Tây tào, giống như Môn Hạ, Trung thư tỉnh tại triều đình...
Đại tướng nhà Đường là Lý Thịnh tìm cách cắt đường vận chuyển lương thực từ Lư Long đến Ngụy Bác, bằng việc đánh chiếm các châu Trác, Mạc, lại cùng con trai Trương Hiếu Trung là Trương Thăng Vân bao vây Dịch châu thứ sử là người của Chu Thao Trịnh Cảnh Tế ở Thanh Uyển. nhưng mấy tháng chưa hạ được. Thao cử Mã Thực làm lưu thủ, đem 15000 quân cứu Thanh Uyển, Lý Thịnh bại trận phải lui về Dịch châu, Chu Thao cũng lui về Doanh châu. Về sau Lý Thịnh bệnh thậm, bèn lui quân về Định châu. Vương Vũ Tuấn lúc này sai Cấp sự trung Tống Đoan đến giục Chu Thao về Ngụy. Đoan gặp Chu Thao, nói lời không cung kính[24]. Chu Thao tức giận, gửi thư trách móc Vũ Tuấn, Vũ Tuấn sợ phải sai sứ đến tạ lỗi, nhưng bên trong thì càng oán ông hơn, nên bí mật kết ước với Lý Bão Chân cùng chống Chu Thao.

### Chiến sự ở Tương Thành
Lúc này Lý Hi Liệt ở Hoài Tây binh lương nhiều, còn bốn trấn xưng vương thì trong tình trạng thiếu thốn, nên bàn tính lôi kéo Lý Hi Liệt về phía mình, thỉnh Hi Liệt xưng đế hiệu. Lý Hi Liệt vốn có công đánh dẹp Lương Sùng Nghĩa, nhưng cũng bất mãn với triều đình do không được ban thưởng địa bàn mong muốn, bèn hưởng ứng Chu Thao. Lúc đó ông đang đóng quân ở Thái châu, tự xưng là Kiến Hưng vương, điều quân bao vây Tương Thành, còn tự mình dẫn quân về đóng ở Hứa châu.
Mùa xuân năm 783, Lý Hi Liệt cử quân xâm nhập Nhữ châu, bắt tướng Đường Lý Nguyên Bình rồi lui về. Cả thành Lạc Dương rúng động. Lý Hi Liệt sau đó còn đưa quân quấy nhiễu các châu xung quanh thành Lạc Dương. Triều đình bàng hoàng, tìm cách đối phó. Lư Kỉ do oán ghét Thái tử thái sư Nhan Chân Khanh nên tâu xin Đức Tông cho Chân Khanh đến chỗ Hi Liệt thủ dụ, khuyên ông trung thành với triều đình nhưng Hi Liệt không nghe.
Thấy Tương Thành nguy cấp, Đường Đức Tông phái Lý Miễn là Tiết độ sứ Tuyên Vũ và Kha Thư Diệu mang 1 vạn quân đi cứu. Lý Miễn muốn thừa cơ Lý Hi Liệt sơ hở mà đánh thẳng vào Hứa châu chứ không cần tới Tương Thành. Nhưng khi quân Lý Miễn đã tới Hứa châu thì Đường Đức Tông lại không tán thành ý định của Lý Miễn, bắt ông lui binh. Lý Miễn phải bỏ Hứa châu rút lui, bị Lý Hi Liệt truy kích đánh bại. Lý Miễn chạy về Đông Đô, Lý Hi Liệt bèn bao vây cắt đứt đường tiếp tế lương thực. Tháng 8 ÂL, Hi Liệt dẫn 20.000 quân vây Tương Thành, Lý Miễn sai Đường Hán Thần cùng Lưu Đức Tín đến cứu viện, đều thất bại. Sau này ở Hoài Tây có loạn, Lý Hi Liệt dời trị sở về Thái châu và gửi thư tạ lỗi với triều đình, song vẫn tiếp tục tính chuyện li khai.

## Chu Thử và Lý Hoài Quang làm phản

### Phản quân Kinh Nguyên
Trong tình thế nguy cấp, Đường Đức Tông bèn điều quân Kinh Nguyên tới Quan Nội để giải vây Tương Thành, mặt khác ra lệnh cho tướng ở kinh thành là Chiêu mộ sứ Bạch Chí Trinh mộ cấm binh phòng thủ. Tiết độ sứ Kinh Nguyên là Diêu Lệnh Ngôn vâng lệnh mang 5000 quân đi. Trên đường hành quân ra chiến trường, Kinh Nguyên đi qua kinh đô Trường An. Quan Kinh Triệu doãn là Vương Hồng theo lệnh của Đường Đức Tông mở tiệc khao quân, nhưng không chu đáo, lại không có gì ban thưởng, nên các tướng sĩ Kinh Nguyên đều tức giận. Diêu Lệnh Ngôn cũng bất mãn với các tướng sĩ, bèn phát động binh biến lệnh cho quân sĩ đánh thẳng vào kinh thành. Đường Đức Tông nghe tin quân sĩ bất mãn mới vội vã sai người mang lụa ra thưởng, nhưng quân Kinh Nguyên không chấp nhận, bắn chết viên hoạn quan mang lụa rồi tiến thẳng vào kinh.
Đường Đức Tông có lực lượng mới mộ của Bạch Chí Trinh, bèn điều ra chống giữ. Nhưng những cấm quân mới đều là người buôn bán ở phố chợ, không biết chiến đấu, tan rã bỏ chạy hết. Quân Kinh Nguyên tiến vào kinh thành. Đường Đức Tông vội dẫn Vương quý phi, Vi thục phi cùng khoảng 500 người theo cửa sau kinh thành bỏ chạy, nhằm hướng về Phụng Thiên lánh nạn.
Quân Kinh Nguyên tiến vào điện Hàm Nguyên, thẳng tay cướp bóc kho tàng của vua; dân chúng kinh thành cũng nhân dịp hỗn loạn vào cung lấy của cải của triều đình. Diêu Lệnh Ngôn thấy mình không đủ uy tín để cầm quân chống nhà Đường, nên thả Chu Thử trong ngục ra, tôn làm người đứng đầu. Chu Thử tự xưng là hoàng đế nhà Đại Tần, sau đổi là Đại Hán, chính thức ra mặt phản Đường.

### Chu Thử đánh Phụng Thiên
Kim ngô đại tướng quân Hồn Giam (thuộc hạ cũ của Quách Tử Nghi) vội tới Phụng Thiên báo với Đường Đức Tông về việc Chu Thử đã được thả, nên lập tức tính cách đối phó, nhưng Đức Tông lại nghe theo thừa tướng Lư Khởi, cho rằng Chu Thử là người trung thành, sẽ không phản lại triều đình, và chờ Chu Thử đến rước mình về lại kinh đô.
Thử hạ chiếu lập Chu Thao làm Hoàng thái đệ, viết thư cho Thao bảo
Đất Tam Tần chỉ cần mấy ngày là bình được, còn miền bắc Đại Hà giao cho khanh dẹp yên. Hẹn cùng hội ngộ ở Lạc Dương.
Thao được tin, thông cho cho các trấn khác, đề nghị cùng giúp Chu Thử. Lúc này các cánh quân triều đình ở Hà Bắc cũng lũ lượt kéo về Phụng Thiên cứu giá, Chu Thao và Vương Vũ Tuấn cũng lui quân về trấn. Ông dự định tấn công Lạc Dương, sai người cầu viện Hồi Hột. Hồi Hột cử 3000 quân giúp Chu Thao tấn công xuống phía nam. Nhưng trong lúc này, Lý Bão Chân thuyết phục được Vương Vũ Tuấn quay lại tấn công Chu Thao, Vũ Tuấn chấp nhận, kết ước với Lý Bão Chân và Mã Toại.
Ngay trước khi xưng đế, Chu Thử đã phái Hàn Mân dẫn 3000 quân đến Phụng Thiên, bề ngoài nói là nghênh thiên tử về kinh nhưng thực chất là thừa cơ tấn công, bắt sống Đức Tông. Sau đó, Chu Thử đích thân dẫn đại quân theo sau, cử thêm Diêu Lệnh Ngôn, Trương Quang Thịnh, Lý Trung Thần, Cừu Kính Trung... đưa quân đến đánh tiếp. Đế sai Cao Trọng Kiệt đến Lương Sơn chống trả nhưng thất bại và bị giết. Chu Thử đắc thắng bảo với các tướng
Tàn đảng ở Phụng Thiên chẳng qua mấy ngày nữa là bình xong..
Chu Thử tấn công Phụng Thiên suốt 1 tháng không hạ được. Trong thành lương hết, Đường Đức Tông phải ăn rau dại và lương khô. Đại tướng quân Lý Thành, Lý Hoài Quang mang quân về Phụng Thiên cứu vua. Chu Thử không địch nổi viện binh, phải rút quân về Trường An. Đại tướng Hồn Giam tập hợp binh mã chỉ gồm 10 người bất thần đánh Trường An. Chu Thử dẫn quân trở về và nhanh chóng dẹp được, sau đó lại dồn sức đánh Phụng Thiên. Phụng Thiên trong tình thế nguy cấp, lương thực cạn, Đức Tông phải ăn đến cả rau dại và lương khô. Nhưng may mắn là đến ngày 18 tháng 1, Lý Hoài Quang đang giao chiến với bốn trấn đem quân về cứu giá, đánh bại quân Tần ở Lễ Tuyền. Chu Thử sợ thế Hoài Quang nên muốn nhanh chóng hạ Phụng Thiên trước khi Hoài Quang đến mà không được, cuối cùng phải rút về Trường An để tránh phải đối đầu với Lý Hoài Quang. Về sau,, ông không còn đe dọa Phụng Thiên thêm lần nào nữa, nhưng vẫn cho phao tin rằng Phụng Thiên đã nguy cấp, sắp bị diệt để kích tướng sĩ.

### Lý Hoài Quang trở mặt
Sau đó ông đưa quân về Phụng Thiên yết kiến thiên tử. Hoài Quang vốn căm ghét thừa tướng Lư Kỉ và một số gian thần được nhà vua tin tưởng như Triệu Tản, Bạch Chí Trinh. Ông nói
Đại loạn trong thiên hạ đều do bọn này mà ra. Ta yết kiến Hoàng thượng, sẽ xin giết hết..
Bọn Lư Kỉ được tin rất hoảng sợ, bèn tìm cách hãm hại ông. Bọn Kỉ tâu xin Đức Tông hạ lệnh cho Lý Hoài Quang thừa thắng kéo quân đến thẳng Trường An, nhằm mượn tay Chu Thử giết ông. Đức Tông bằng lòng, ra lệnh cho ông hợp quân với các tướng Lý Thịnh và Lý Kiến Huy, Dương Huệ Nguyên cùng tấn công Trường An. Ông tỏ ra không hài lòng. Khi đưa quân tới Hàm Dương, ông không tiến thêm nữa và nhiều lần dâng biểu lên triều đình xin trị tội bọn Lư Kỉ gây ra biến loạn ngày hôm nay. Trong tình thế bất đắc dĩ đó, Nhà Vua buộc phải cách chức và lưu đày bọn Lư Kỉ ra Tần châu, Triệu Tản đến Ân châu và Bạch Chí Trung đến Bá châu. Nhưng không dừng lại ở đó, Lý Hoài Quang còn tiếp tục dâng biểu xin trừng trị trung sứ Địch Văn Tú được nhà vua tín nhiệm, cuối cùng Tú bị Đức Tông giết đi.
Mùa xuân năm 784, Đức Tông dự định sai sứ sai cầu viện Thổ Phiên. Tướng Thổ Phiên Thượng Kết Tán nói theo luật pháp nước Phiên thì khi điều quân cứu viện nước khác phải có hiệp ước rõ ràng và yêu cầu phải cắt đất cùng một số điều khoản khác. Lý Hoài Quang không đồng tình với việc này vì cho rằng quân Thổ Phiên mà tiến sang thì sẽ cướp bóc khắp nơi và bắt bớ dân lành. Đại thần Lục Chí lo sợ rằng Lý Hoài Quang sẽ làm phản và tấn công vào lực lượng của Lý Thịnh, vì thế đề nghị tách quân của ông ra khỏi các cánh quân khác, không hành quân chung nữa. Đức Tông hạ lệnh cho Lý Thịnh kéo quân theo hướng khác, nhưng vẫn giữ lộ trình cũ của Lý Kiến Huy và Dương Huệ Nguyên vì sợ Hoài Quang sẽ oán giận[26]. Tháng 2 ÂL, có chiếu gia phong Thái úy, ban thiết khoán, sai Lý Thăng và Đặng Minh Hạc đến thủ dụ. Hoài Quang giận nói: Phàm khi một người nào đó sắp nổi loạn thì ban cho thiết khoán. Nay ban cho Hoài Quang, thì dù ta không có ý phản, cũng bị buộc phải làm phản rồi.
Sự thực thì Lý Hoài Quang đã bí mật câu kết với Chu Thử từ lâu. Chu Thử tìm cách dụ Hoài Quang theo phe mình, hẹn ước sẽ chia nhau vùng Quan Trung để cùng xưng đế, kết làm anh em. Trong khi đó Lý Thịnh cũng cho rằng Hoài Quang sẽ nổi dậy và đề xuất phòng bị ở vùng Hán Trung và Thục. Đức Tông do dự và muốn đến Hàm Dương úy lạo quân sĩ của Lý Hoài Quang. Hoài Quang lo sợ rằng nhà vua có ý đề phòng mình nên càng quyết tạo phản. Đến đây khi có chiếu thư này thì dã tâm tạo phản của ông càng mạnh.
Lý Thăng trở về Phụng Thiên báo việc cho Đức Tông. Triều đình lo sợ, tính tới chuyện bỏ Phụng Thiên nếu như Hoài Quang làm phản. Ít lâu sau, Lý Hoài Quang bất ngờ dẫn quân tấn công Lý Kiến Huy và Dương Huệ Nguyên. Kiến Huy trốn được và Huệ Nguyện bị tử trận.
Chu Thử cùng Lý Hoài Quang, hẹn ước sẽ chia nhau vùng Quan Trung để cùng xưng đế, kết làm láng giềng. Tháng 2 năm 784, Lý Hoài Quang nghe theo Chu Thử, bèn cùng tướng Lý Kỷ theo Chu Thử, dẫn quân chống lại Đức Tông. Ngày 21 tháng 3 năm đó, do lo sợ sự tấn công của Hoài Quang, Đường Đức Tông bỏ trốn khỏi Phụng Thiên, chạy đến Lương châu. Lý Hoài Quang cử các tướng Mạnh Bảo, Huệ Tĩnh Thọ và Tôn Thúc Đạt đuổi theo hòng bắt được Đức Tông; nhưng ba tướng này vẫn còn trung thần với triều đình nên cố ý để nhà vua chạy thoát. Trong khi đó Lý Thịnh viết thư cho ông đề nghị quay về với triều đình. Hoài Quang không nghe, nhưng cũng từ sau sự kiện này, ông tỏ ra lo sợ rằng tướng sĩ dưới quyền có thể bất bình với hành động của mình mà nổi dậy chống lại. Sự thực là đã có bộ tướng Hàn Du Côi, Mạnh Thiệp, Đoàn Uy Dũng bỏ ông về với triều đình, và ông không ngăn cấm được. Do vậy khiến lực lượng của ông suy yếu. Chu Thử thấy thế liền nuốt lời hứa khi trước, chỉ đối xử với Hoài Quang như bầy tôi. Thuộc tướng của ông là Lý Cảnh Lược khuyên ông quay lại tấn công Chu Thử rồi hàng triều đình, nhưng Hoài Quang nghe lời của Diêm Yến, quyết định phân quân cướp bóc ở Kính Dương, Tam Nguyên, Phú Bình rồi từ Đồng châu đưa quân đến đóng ở Hà Trung.

## Nhà Đường khôi phục

### Hà Bắc quy thuận
Đầu năm 784, Lý Hi Liệt ở phía đông cũng tự xưng là Sở hoàng đế ở Biện châu, đổi niên hiệu là Vũ Thành.
Chu Thử mang quân tới tấn công Phụng Thiên. Đường Đức Tông lúc đó mới nhận ra con người Chu Thử, vội theo kiến nghị của Lục Chí, ban bố "chiếu thư tự trách mình", rồi sai sứ đi hiệu triệu các trấn toàn quốc về cứu giá. Ông cũng đồng ý xá tội cho các trấn làm phản gồm Chu Thao, Điền Duyệt, Vương Vũ Tuấn, Lý Nạp và Lý Hi Liệt, hứa sẽ không can thiệp vào công việc nội bộ của các trấn nếu họ đồng ý quy phục(Chu Thử đã xưng đế không nằm trong danh sách này).
Ngày 27 tháng 1 năm 784, Hoàng thượng theo đề xuất của Lục Chí, ban chiếu thư tự trách mình không biết nghe lời can gián, để cho gian nhân thao túng mà nghi ngờ tướng lĩnh khiến họ nổi loạn, sau đó hạ lệnh xá tội cho tất cả những người đã tạo phản trước kia, trừ Chu Thử. Triều đình đề nghị các trấn quy thuận, hứa sẽ không can thiệp vào công việc nội bộ của họ nữa. Điền Duyệt cùng Vương Vũ Tuấn và Lý Nạp đều đồng ý từ bỏ vương hiệu, sai sứ dâng biểu tạ lỗi với triều đình. Trong khi đóChu Thao dẫn quân đánh chiếm Lạc Dương. Đến đất Triệu và Ngụy đều được tiếp đãi trọng hậu. Khi quân của ông đến Vĩnh Tế, sai Vương Chất gặp Điền Duyệt đề nghị hợp quân cùng vượt sông, Điền Duyệt (đã đầu hàng triều đình), kiếm cớ thoái thác. Thao giận lắm, sai Mã Thực đánh Tông Thành, Kinh Thành; Dương Quốc Vinh công Quan Thị thuộc Ngụy Bác, đều phá được, Duyệt lên thành cự thủ. Thao dẫn quân lên phía bắc bao vây Bối châu, thứ sử Tào Tuấn ra sức chống giữ. Thao để cho quân Hồi Hột và quân Phạm Dương cướp bóc chư huyện, sau đó phá Vũ Thành, thông hai châu Đức, Lệ, cử Mã Thực đem 5000 quân đóng ở Quan Thị, bức bách Ngụy châu.
Lúc này Điền Duyệt bị Điền Tự là con của Điền Thừa Tự giết chết, Chu Thao được tin, vui mừng, sai người thuyết phục Điền Tự liên minh với mình. Nhưng Lý Bão Chân, Vương Vũ Tuấn cũng đến chỗ Điền Duyệt, hứa đem quân cứu việc, các trấn duy trì minh ước như khi Điền Duyệt còn sống. Tự chấp thuận. Chu Thao nghe Điền Tự phản kháng nên dẫn binh công đánh Bối châu hơn trăm ngày, Mã Thực đánh Ngụy châu tứ tuần, chưa hạ được. Lý Bão Chân thuyết phục Vương Vũ Tuấn dẫn binh cứu Ngụy. Mã Thực nghe tin, liền giải vây Ngụy châu, hợp quân với Chu Thao. Khi Chu Thao chuẩn bị giao chiến với quân Thành Đức, Mã Thực thuyết phục ông rằng quân sĩ của mình cần được nghỉ ngơi, nhưng Chu Thao nghe lời Thường thị Dương Bố, Tướng quân Thái Hùng và tướng Hồi Hột Đạt Can, quyết định tấn công ngay. Ngày 29 tháng 5 năm 784, Vương Vũ Tuấn sai Binh mã sử Triệu Lâm dẫn 500 quân phục ở Tang Lâm, bản thân mình dẫn theo kị binh đích thân giao chiến với Hồi Hột, quân Hồi Hột thua chạy. Vũ Tuấn đem quân đuổi tiếp, Chu Thao cũng bỏ chạy, trên đường đi quân sĩ bỏ trốn dần. Khoảng 1 vạn quân Lư Long bị giết, 1 vạn quân bỏ trốn, Thao dẫn mấy nghìn quân còn lại vào doanh tự thủ, liên quân tiếp tục tấn công. Thao cho đốt doanh trại, dẫn binh chạy về Đức châu. Sau trận này, Chu Thao cũng phải dâng sớ xin đầu hàng nhà Đường. Hà Bắc tạm thời được dẹp yên.

### Diệt Chu Thử
Đường Đức Tông đóng quân ở Lương châu và sai sứ đi cầu viện Thổ Phiên. Để Thổ Phiên ra quân giúp sức, Đường Đức Tông thỏa hiệp cắt vùng An Tây và Bắc Đình; Thổ Phiên bèn điều 2 vạn quân cứu Đức Tông.
Thần Sách tướng nhà Đường là Lý Thạnh đóng quân ở Vị Kiều, bị kẹp giữa Chu Thử và Lý Hoài Quang, nhưng ông không nao núng, ra sức khích lệ tướng sĩ cần vương, và nhận được sự ủng hộ của những vùng xung quanh như Bân châu, Chiêu Ứng, Lam Điền, lực lượng ngày càng lớn mạnh.
Trong khi đó nội bộ phía lực lượng chống nhà Đường bắt đầu phân hóa. Ban đầu Chu Thử dụ Lý Hoài Quang phản đường để cùng xưng hiệu chia Quan Trung, nhưng sau khi Đức Tông thất thế bỏ chạy, Chu Thử lại không muốn Hoài Quang ngang hàng với mình, muốn coi Hoài Quang như bầy tôi. Lý Hoài Quang rất tức giận. Cùng lúc, lực lượng của tướng Lý Thạnh nhà Đường liên tục uy hiếp địa bàn. Lý Thạnh mang quân đánh bại được Lý Hoài Quang, khiến Hoài Quang phải bỏ chạy về Hà Trung, không hợp tác với Chu Thử nữa.
Đường Đức Tông giao việc chỉ huy quân đội tại Lương châu cho Hồn Giam. Hồn Giam dẫn quân từ Hán Trung tiến ra, cùng 2 vạn quân Thổ Phiên giao tranh đánh bại quân Tần của Chu Thử, rồi sai người đi liên lạc với Lý Thạnh.
Liên quân nhà Đường và Thổ Phiên phản công mạnh mẽ trong khi chính quyền Đại Tần của Chu Thử ngày càng suy yếu. Hồn Giam và Lý Thạnh chia quân làm 2 đường: Hồn Giam tấn công Hàm Dương, Lý Thạnh tấn công Trường An. Tháng 5 năm 784, Lý Thạnh mang quân tấn công kinh thành Trường An và hạ được thành. Chu Thử không chống nổi, phải dẫn quân bỏ trốn.
Chu Thử dẫn quân chạy qua đất Thổ Phiên, trên đường chạy nhiều người dưới quyền bỏ trốn, lực lượng ngày càng tan rã. Khi tới Kinh châu, ông chỉ còn hơn 100 quân kỵ, định nương nhờ Tiết độ sứ Kinh Nguyên do ông bổ nhiệm là Điền Hy Giám, nhưng Hy Giám cự tuyệt, đóng cửa không cho vào.
Chu Thử lại chạy sang Ninh châu, lại bị Tiết độ sứ Hạ Hầu Anh cự tuyệt. Khi Chu Thử chạy đến Bành Nguyên thì bị bộ tướng đâm chết.
Cùng lúc, cánh quân của Hồn Giam cũng giành thắng lợi, chiếm lại được Hàm Dương.

### Diệt Lý Hoài Quang
Sau khi Trường An trở về tay nhà Đường, Lý Hoài Quang quyết định gửi con là Lý Vị thay mặt mình đến Trường An yết kiến và tạ tội với nhà Đường. Đức Tông bằng lòng, sai trung sứ Khổng Sào Phụ, Đạm Thủ Doanh đến Hà Trung nhận hàng. Khi Khổng Sào Phụ đến, Lý Hoài Quang mặc đồ dân thường ra tiếp để tỏ sự hối hận, nhưng Sào Phụ đòi ông phải mặc lại chiến giáp như mọi khi. Sau đó Sào Phụ hỏi quân sĩ rằng: Trong quân của thái úy thì ai có thể thống lĩnh quân đội được. Bọn sĩ tốt giận, bèn giết hai sứ giả của triều đình mà không đợi lệnh của Hoài Quang, khiến cho ông buộc phải công khai chống lại triều đình lần nữa. Vua Đức Tông sai Hồn Giám làm Hà Trung tiết độ phó nguyên soái, cùng Lại Nguyên Quang đem quân đánh Hà Trung. Hồn Giám ban đầu phá được Đồng châu, nhưng bị tướng dưới quyền của ông là Từ Nguyên Quang chặn đứng tại Trường Xuân cung (Vị Nam hiện nay), không thể tiến lên thêm.
Giữa lúc đó, Tiết độ sứ Hà Đông là Mã Toại được phong là phó nguyên soái, cùng Hồn Giám, Lạc Nguyên Quang, Đường Triều Thần... hội binh cùng tấn công, công hạ Giáng châu và một số vùng đất ở phía tây bắc Hà Trung, khiến lãnh thổ của Lý Hoài Quang bị thu hẹp hơn nữa.
Mùa xuân năm 785, khi phát hiện tướng dưới quyền là Lữ Minh Nhạc có bí mật giao thông với Mã Toại, Lý Hoài Quang tức giận sai giết đi, đồng thời tiến hành quản thúc các tướng Cao Dĩnh và Lý Dong. Lúc này thì liên quân của Hồn Giám và Mã Toại đã bao vây được Trường Xuân cung; các tướng cũ ở Sóc Phương nhiều người mưu tính chống lại Hoài Quang; cùng với nhiều quân sĩ vốn nguyên quán ở Sóc Phương vẫn bất bằng với việc phải chuyển đến Hà Trung mà không được trở về quê. Lý Hoài Quang buộc phải hứa với quân sĩ rằng mình sẽ quy phục và cống nộp cho vương sư, để trấn an họ; nhưng trong một tháng không có hành động gì. Do lúc bấy giờ kinh sư vừa mới khôi phục, lòng người chưa yên, việc chuyển lương và mộ quân gặp một số bất lợi, vì thế triều đình nhiều người đề nghị xá miễn cho Lý Hoài Quang, nhưng Lý Thịnh không bằng lòng và đưa ra năm lý do để thuyết phục nhà vua không nên xá miễn, nhà vua nghe theo.
Mùa thu năm 785, do sự thuyết phục của Mã Toại, tướng giữ Trường Xuân cung đã đầu hàng triều đình, khiến cho con đường tiến vào Hà Trung của triều đình được mở rộng hơn. Cả Hà Trung hỗn loạn. Lý Hoài Quang tuyệt vọng, thắt cổ tự sát. Hà Trung được bình định.

### Dẹp Lý Hi Liệt
Còn lại Sở Đế Lý Hi Liệt không thần phục. Nghe tin xa giá rời kinh, Hi Liệt ra quân tấn công, đại phá Ca Thư Diệu ở Tương Thành, Diệu chạy về Đông đô. Lại thừa thắng công hãm Biện châu, Lý Miễn cho quân phòng thủ, Hi Liệt công phá rất lâu chưa hạ được. Ông bắt thường dân nhập ngũ để tăng thêm lực lượng, lệnh vận chuyển gỗ và đất đến trước thành, bắt quân sĩ nếu ai không hoàn thành việc được giao là lấp các hào nước quanh thành đúng thời gian thì sẽ bị chôn sống ở ngay hào nước đó. Đầu năm 784, Lý Miễn thua trận chạy về Tống châu, Lý Hi Liệt chiếm được Biện châu. Ông dời trị sở Hoài Tây đến Biện châu. Thứ sử Hoạt châu dưới quyền Lý Thừa là Lý Trừng đem Hứa châu theo về với Lý Hi Liệt. Cả Giang Hoài rúng động. Tiết độ sứ Hoài Nam Trần Thiếu Du sợ hãi, sai Ôn Thuật đến Biện quy phục Lý Hi Liệt.
Dự định của Lý Hi Liệt là đánh chiếm vùng Giang Hoài, khống chế con đường vận chuyển phương nam và phương bắc. Để thực hiện chiến lược, Lý Hi Liệt cử tướng Đỗ Thiếu Thành làm Tiết độ sứ Hoài Nam, mang quân đánh chiếm khu vực Giang Hoài. Đỗ Thiếu Thành tấn công Thọ châu nhưng thất bại, sau đó lại bị quân Đường đánh bại ở Kỳ châu, quân sĩ tan vỡ gần hết. Một viên tướng khác của Lý Hi Liệt là Đổng Thị được sai đi phối hợp với Đỗ Thiếu Thành cũng bị quân Đường đánh tan tại Ngạc châu.
Lý Hi Liệt thấy ý định chiếm Giang Hoài không thành, bèn chuyển sang chiếm vùng Hà Nam. Ông mang quân tiến về Hà Nam, nhưng bị quân Đường đánh tan. Ông lại dẫn 5 vạn quân đến Ninh Lăng gặp quân Đường tại đây. Hai bên kịch chiến trong 45 ngày, quân Sở đại bại phải rút lui. Tướng Sở là Địch Sùng Huy cũng bị thua trận tại Trần châu và bị bắt sống. Thứ sử Hoạt châu do Lý Hi Liệt bổ nhiệm thấy ông liên tiếp bại trận bèn sang hàng nhà Đường, khiến đường vào kinh thành Biện châu của chính quyền Sở mở rộng cho quân Đường.
Quân Đường đắc thắng tiến đánh Biện châu. Lý Hi Liệt không chống nổi, bỏ chạy ra Thái châu. Quân Đường tiến vào chiếm Biện châu. Lý Hi Liệt cố gắng đem quân lấy được Đặng châu vào đầu năm 785. Vào mùa thu cùng năm, Đức Tông nghe lời của Lục Chí, lệnh quân tướng chỉ nên tự vệ nếu Lý Hi Liệt tấn công, chưa nên tấn công vào Thái châu. Đồng thời Đức Tông hạ chiếu thuyết phục Lý Hi Liệt đầu hàng, hứa sẽ không giết ông. Lý Hi Liệt không nghe và tiếp tục phản kháng triều đình, nhưng vẫn thất bại, lãnh thổ nước Sở ngày một thu hẹp.
Lý Hi Liệt tiếp tục cầm cự ở Thái châu. Năm 786, ông lại bị thua một trận nữa. Quân Đường tiến đến vây bức Thái châu. Lý Hi Liệt cố thủ trong thành. Tháng 4 năm 786, Lý Hi Liệt ăn phải thịt bò có bệnh và bị mang bệnh, phải gọi thầy thuốc chữa. Bộ tướng Trần Tiên Kỳ thấy chính quyền Sở suy yếu bèn nảy ý định phản Lý Hi Liệt, đề nghị thầy thuốc Trần Tiên Phố đầu độc Lý Hi Liệt. Hi Liệt bị trúng độc chết, Trần Tiên Kỳ mở cửa thành đầu hàng nhà Đường. Về sau Trần Tiên Kì bị Ngô Thiếu Thành giết chết, triều đình cũng phải chấp nhận để họ Ngô làm tiết độ sứ ở Hoài Tây. Sự biến Phụng Thiên tới đây kể như chấm dứt.

## Hậu quả và ý nghĩa
Sự biến Phụng Thiên kéo dài đến 6 năm, khởi phát từ 4 trấn tại Hà Bắc, Sơn Đông. Hai hoàng đế Tần và Sở lần lượt bị tiêu diệt. Tuy nhiên, các trấn này cuối cùng được chấp nhận cho quy thuận. Đường Đức Tông trải qua nhiều năm bôn ba biến loạn nên chấp nhận cho các trấn được quy hàng để lập lại cục diện yên ổn tạm thời.
Loạn lạc được dẹp yên, nhà Đường lại được thống nhất trở lại trên danh nghĩa, các phiên trấn vẫn chưa được khống chế hữu hiệu. Việc vua Đường nhân nhượng cho các trấn khởi phát loạn lạc mà không trị tận gốc được các sử gia xem là vô nguyên tắc.
Không lâu sau, nhân lúc chính trường nhà Đường không ổn định, các phiên trấn lại nổi dậy gây biến loạn.